# ۲۰۰۰

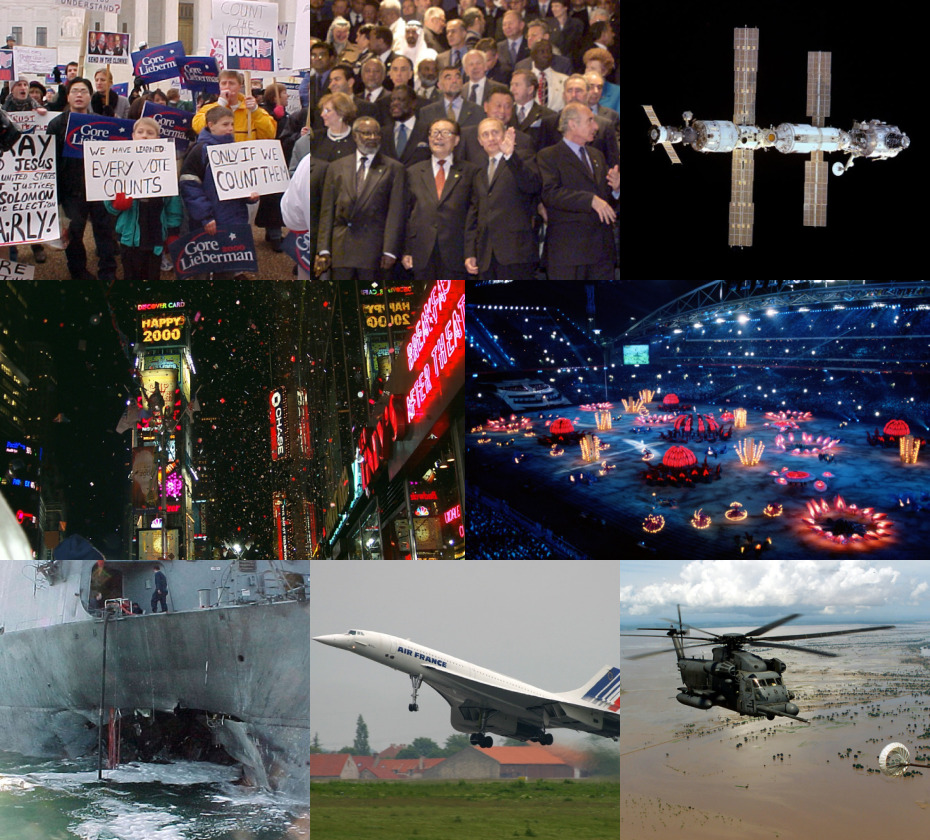

سال ۲۰۰۰ را سال ریاضیات می‌نامند.

## رویدادها
- ۲ ژانویه - کشتارهای کوشه
- ۱۴ اوت - تقدیس نیکلای دوم و خانواده‌اش از سوی کلیسای ارتدکس روسیه.
- ۲ نوامبر - ورود نخستین گروه فضانوردان به ایستگاه فضایی بین‌المللی
- عرضهٔ ویندوز ۲۰۰۰
- مسابقات فوتبال جام ملتهای اروپا در بلژیک و هلند
- پیروزی ۲ بر ۱ فرانسه بر ایتالیا در فینال مسابقات فوتبال جام ملتهای اروپا
- انتخاب هیلاری کلینتون به‌عنوان سناتور آمریکا
- خطای سال ۲۰۰۰ در بسیاری از رایانه‌ها در سراسر دنیا باعث بوجودآمدن مشکلاتی گردید (ویروس آی لاو یو (دوستت دارم) باعث اختلال در کل کامپیوترهای جهان شد).
- عرضه شدن کنسول پلی‌استیشن ۲ در جهان
- ریکاردولاگوس رئیس‌جمهور سوسیالیستی شیلی انتخاب شد.
- جرج بوش و ال گور در گردهمایی که در ایالت آیوا برگزار شد، شرکت کردند.
- اتریش در قطب اروپا بعد از اینکه حزب محافظه کار ائتلافی (اتحاد موقتی) با حزب آزادی تشکیل داد ستیزه نمود.
- اصلاح‌طلبان کنترل مجلس ایران را برای اولین بار بعد از انقلاب اسلامی بدست گرفتند.

## درگذشتگان
- ۱۸ ژانویه – فرنسیس دراک، بازیگر آمریکایی (ز. ۱۹۱۲)
- ۲۶ ژانویه – دن باج، بازیکن تنیس و ورزشکار آمریکایی (ز. ۱۹۱۵)
- ۱۰ فوریه – جیم وارنی، بازیگر و نویسنده آمریکایی (ز. ۱۹۴۹)
- ۱۱ فوریه – روژه وادیم، فیلمنامه‌نویس، بازیگر، و کارگردان فرانسوی (ز. ۱۹۲۸)
- ۱۹ فوریه – فریدنریخ هاندرتواسر، معمار، نقاش، و مجسمه‌ساز اتریشی (ز. ۱۹۲۸)
- ۷ مارس – چارلز گری (هنرپیشه)، بازیگر بریتانیایی (ز. ۱۹۲۸)
- ۳ آوریل – ترنس مک کنا، نویسنده و فیلسوف آمریکایی (ز. ۱۹۴۶)
- ۶ آوریل – حبیب بورقیبه، سیاست‌مدار تونسی (ز. ۱۹۰۳)
- ۶ آوریل – محمد علی فردین،کشتی گیر و بازیگر ایرانی (ز.۱۹۳۱)
- ۱۰ آوریل – لری لینویل، بازیگر آمریکایی
- ۱۵ آوریل – ادوارد گوری، نویسنده آمریکایی (ز. ۱۹۲۵)
- ۱۴ مه – کیزو اوبوچی، سیاست‌مدار و دیپلمات ژاپنی (ز. ۱۹۳۷)
- ۱۰ ژوئن - حافظ اسد، رئیس‌جمهور سوریه
- ۱۹ ژوئن – نوبورو تاکه‌شیتا، سیاست‌مدار ژاپنی (ز. ۱۹۲۴)
- ۲۴ ژوئن – دیوید تاملینسون، بازیگر بریتانیایی (ز. ۱۹۱۷)
- ۲۹ ژوئن – ویتوریو گاسمن، فیلمنامه‌نویس، بازیگر، و کارگردان ایتالیایی (ز. ۱۹۲۲)
- ۱ ژوئیه – والتر ماتائو، بازیگر و کارگردان آمریکایی (ز. ۱۹۲۰)
- ۸ ژوئیه – اف‌ام ۲۰۳۰، نویسنده و فیلسوف ایرانی (ز. ۱۹۳۰)
- ۱۸ اوت -  رشید احمد لوضیانوی، دین‌شناس اسلامی اهل هندوستان
- ۲۴ اوت - اندی هوگ، یکی از برجسته‌ترین رزمی کاران جهان در دهه ۹۰ میلادی
- ۲۵ اوت - کارل بارکس، فیلمنامه‌نویس و نویسنده آمریکایی (ز. ۱۹۰۱)
- ۲۶ اوت – بانی آستین، بازیکن تنیس بریتانیایی (ز. ۱۹۰۶)
- ۱۴ سپتامبر – بیه ریچاردز، بازیگر و شاعر آمریکایی (ز. ۱۹۲۰)
- ۲۶ سپتامبر – ریچارد مالیگن، بازیگر آمریکایی (ز. ۱۹۳۲)
- ۴ اکتبر - مایکل اسمیت، شیمیدان انگلیسی
- ۶ اکتبر – ریچارد فارنزورث، بازیگر آمریکایی (ز. ۱۹۲۰)
- ۱۸ اکتبر – جولی لاندن، بازیگر و خواننده آمریکایی (ز. ۱۹۲۶)
- ۳۰ اکتبر – استیو آلن، مجری تلویزیونی، موسیقی‌دان، و بازیگر آمریکایی (ز. ۱۹۲۱)
- ۳۱ اکتبر – رینگ لاردنر جونیور، فیلمنامه‌نویس آمریکایی (ز. ۱۹۱۵)
- ۶ نوامبر – ال. اسپراگ دی کمپ، افسر و نویسنده آمریکایی (ز. ۱۹۰۷)
- ۱۶ نوامبر - احمد کایا، خواننده کردتبار اهل ترکیه
- ۲ دسامبر – گیل فیشر، بازیگر آمریکایی (ز. ۱۹۳۵)
- ۳ دسامبر – گوندولین بروکس، شاعر آمریکایی (ز. ۱۹۱۷)
- ۲۶ دسامبر – جیسون روباردز، بازیگر آمریکایی (ز. ۱۹۲۲)
- ۲۳ دسامبر ویکتور بورگه، کمدین، پیانیست و رهبر ارکست دانمارکی
- ۳۰ دسامبر – جولیوس جی. اپستاین، فیلمنامه‌نویس آمریکایی (ز. ۱۹۰۹)